# Country, God or the Girl
Country, God or the Girl è il quarto album in studio del rapper somalo-canadese K'naan, pubblicato nel 2012.

## Tracce
1. The Seed – 3:35
2. Gold in Timbuktu – 4:34
3. Waiting Is a Drug – 3:17
4. Better – 3:15
5. Simple – 3:26
6. Is Anybody Out There (featuring Nelly Furtado) – 3:58
7. Hurt Me Tomorrow – 3:27
8. The Sound of My Breaking Heart – 3:51
9. Nothing to Lose (featuring Nas) – 3:57
10. 70 Excuses – 4:11
11. Bulletproof Pride (featuring Bono) – 4:42
12. The Wall – 4:27